# Huntington (film)
Pour les articles homonymes, voir Huntington.
Pour plus de détails, voir Fiche technique et Distribution.
Huntington est un film américano-britannico-français réalisé par John Patton Ford et dont la sortie n'est pas encore annoncée.

## Synopsis
Mal aimé de sa propre famille, Becket Redfellow décide d'orchestrer une machination diabolique et meurtrière afin de s'approprier leur fortune.

## Fiche technique
Sauf indication contraire, les informations mentionnées dans cette section peuvent être confirmées par la base de données cinématographiques IMDb,  présente dans la section « Liens externes ».
- Titre : Huntington
- Réalisation et scénario : John Patton Ford
- Musique : N/A
- Direction artistique : N/A
- Décors : Christian Huband
- Costumes : Jo Katsaras
- Montage : N/A
- Photographie : Todd Banhazl
- Production : Graham Broadbent, Peter Czernin et Adam Friedlander
  - Production exécutive : Joe Naftalin
- Sociétés de production : Blueprint Pictures et Studiocanal
- Société de distribution : A24 (États-Unis)
- Pays de production :  États-Unis,  Royaume-Uni,  France
- Langue originale : anglais
- Format : couleur
- Genre : comédie noire, Thriller
- Date de sortie : Date sujette à modification

## Distribution
- Glen Powell : Becket Redfellow
- Margaret Qualley
- Ed Harris
- Jessica Henwick
- Zach Woods
- Topher Grace
- James Frecheville
- Bill Camp
- Rafferty Law
- Bianca Amato : Cassandra Redfellow
- Nell Williams
- Stevel Marc
- Sean Cameron Michael

## Production

### Genèse et développement
À l'origine, le film, dont le scénario était déjà écrit par John Patton Ford, devait s'appeler Rothchild avec Jon S. Baird à la réalisation ainsi que Shia LaBeouf et Mel Gibson dans les rôles principaux.
Finalement, il est annoncé en mars 2023 que John Patton Ford réalisera lui-même le film, désormais titré Huntington.

### Attribution des rôles
En janvier 2024, Glen Powell est choisi pour le rôle principal.
En mai 2024, c'est au tour de Margaret Qualley et Ed Harris de rejoindre le casting.

### Tournage
Le tournage débute au Cap en Afrique du Sud en juin 2024.